# Étienne Marcel

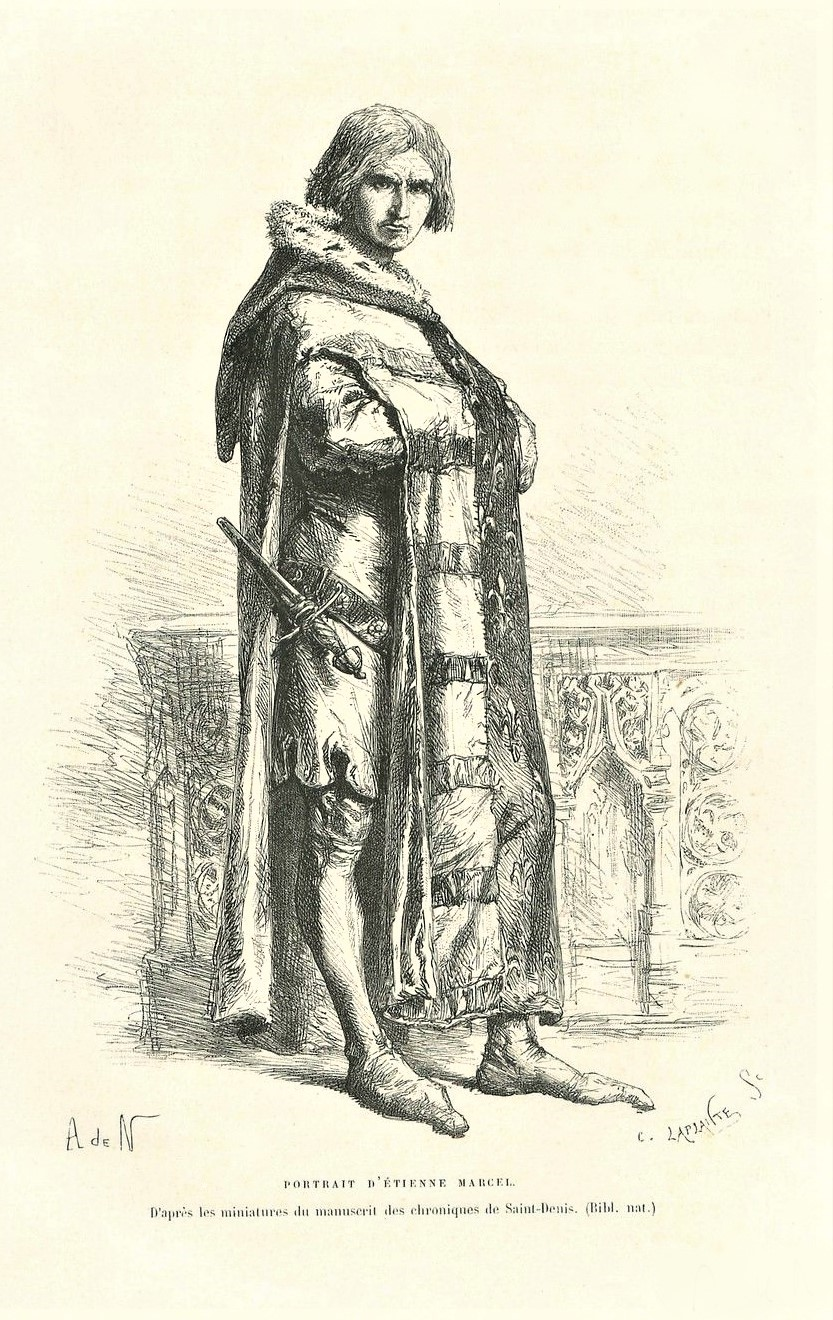
Étienne Marcel in einer historisierenden Darstellung aus dem 19. Jahrhundert. (Illustration aus L'Histoire de France von François Guizot)

Étienne Marcel (* zwischen 1302 und 1310; † 31. Juli 1358 in Paris) war ein führender Kaufmann und Vorsteher der Bürgerschaft von Paris. Er führte im Mittelalter die erste bürgerliche Revolte der französischen Geschichte gegen die königliche Autorität an und wird deshalb seit der französischen Revolution als ein Nationalheld angesehen.

## Herkunft und Amt
Marcel entstammte einer etablierten Kaufmannsfamilie aus der Pariser Bürgerschaft, als Sohn des Tuchhändlers Simon Marcel und der Isabelle Barbou. Er war zweimal verheiratet, zunächst mit Jeanne de Dammartin und anschließend mit Marguerite des Essars, die ihn überlebte. Besonders durch den Bruder seiner zweiten Frau, Philippe des Essars, kam er in Kontakt zu Kreisen der königlichen Finanzverwaltung. Im Jahr 1350 wurde Marcel erstmals als Grande-Confrérie de Notre Dame („Vorsteher der Bruderschaft von Notre-Dame“) erwähnt, 1354 wurde er als Nachfolger des Jean de Pacy zum Prévôt des marchands de Paris („Vogt der Kaufleute in Paris“) gewählt.
Das letztgenannte war das wichtigste von der Bürgerschaft des mittelalterlichen Paris unabhängig vom königlichen Willen vergebene Amt. Der Prévôt des marchands wurde alle zwei Jahre von Vertretern aller bürgerlichen Schichten aus den Reihen der Seineflusshändler gewählt. Er war Vorsitzender eines bürgerlichen Tribunals, das die lehnsherrliche Gerichtsbarkeit über die Straßen und Viertel der Stadt ausübte, die der Gilde der Flusshändler gehörten. Ihm oblag der Schutz der Hanseprivilegien sowie die Rechtsprechung in Angelegenheiten, die das Gewerbe der Flusshändler betrafen. Weiterhin hatte er die richterliche Gewalt über die Maße, Weinausfuhr und die Eicher. Mit der ihm zur Seite gestellten Bürgerwache („Sitzwache“ genannt) nahm er zugleich auch polizeiliche Kompetenzen auf den den Flusshändlern zugewiesenen Posten wie dem Hafen, den Kais oder den Stadtbrunnen wahr. Die in dem Amt des Prévôt des marchands hervorgehobene Stellung der Flusshändler lag in ihrer wirtschaftlichen Bedeutung für die Stadt begründet, denn sie besaßen das alleinige Monopol auf den Warentransport auf der Seine innerhalb von Paris bis zur Brücke von Mantes. Die für die Stadt historische Bedeutung der Flusshändler ist noch heute im Stadtwappen von Paris verewigt.

## Die Generalstände 1355
Zur Mitte des 14. Jahrhunderts befand sich Frankreich in einer tiefen politischen, sozialen und wirtschaftlichen Krise. Das bestimmende Ereignis jener Zeit war der Hundertjährige Krieg gegen England, der sich vor allem in Raub- und Plünderungszügen (chevauchée) englischer Soldheere negativ auf die wirtschaftlichen Grundlagen der einfachen Landbevölkerung Frankreichs auswirkte. Mehrere Pestwellen, die seit 1347 über alle Regionen des Landes einbrachen, trugen das übrige zu dieser Situation bei. Die Unfähigkeit des Adels, das einfache Volk vor den Verheerungen des Krieges zu schützen, begünstigte in dieser Zeit eine politische Emanzipation des städtischen Bürgertums gegen die feudale Bevormundung des privilegierten Standes. Als Vorbild dienten die gleichzeitig entstehenden italienischen Stadtrepubliken, die in engem wirtschaftlichen Kontakt zu Frankreich standen, sowie die Städte Flanderns, die sich in der ersten Hälfte des 14. Jahrhunderts eine weitgehende Autonomie von jeder landesherrlichen Gewalt erkämpft hatten.
Im Jahr 1355 unternahmen die französischen Städte einen ersten Schritt, um zu einem andauernden Einfluss auf die königliche Politik zu gelangen. In diesem Jahr wurde die Krone zahlungsunfähig, worauf König Johann II. die Generalstände in Paris einberief. Der König erbat von den im dritten Stand vertretenen Städten Nordfrankreichs eine Sonderabgabe, mit der er wenigstens seine Soldtruppen für den Krieg gegen England bezahlen könne. Hier trat Étienne Marcel erstmals als Sprecher des dritten Standes auf und erreichte eine Einschränkung der monarchischen Gewalt. Denn als Bedingung zur Zustimmung der Forderungen des Königs musste dieser dem Bürgertum eine Beteiligung an der königlichen Finanzpolitik zusichern.
Im Sommer 1356 führte der Schwarze Prinz einen Raubzug durch den Süden Frankreichs in den Norden bis an die Loire. König Johann II. marschierte ihm mit einem Ritter- und Soldheer entgegen, doch in der Schlacht bei Maupertuis am 19. September 1356 wurde er vom Schwarzen Prinzen vernichtend geschlagen und geriet in englische Gefangenschaft.

## Die Reform 1356–1357

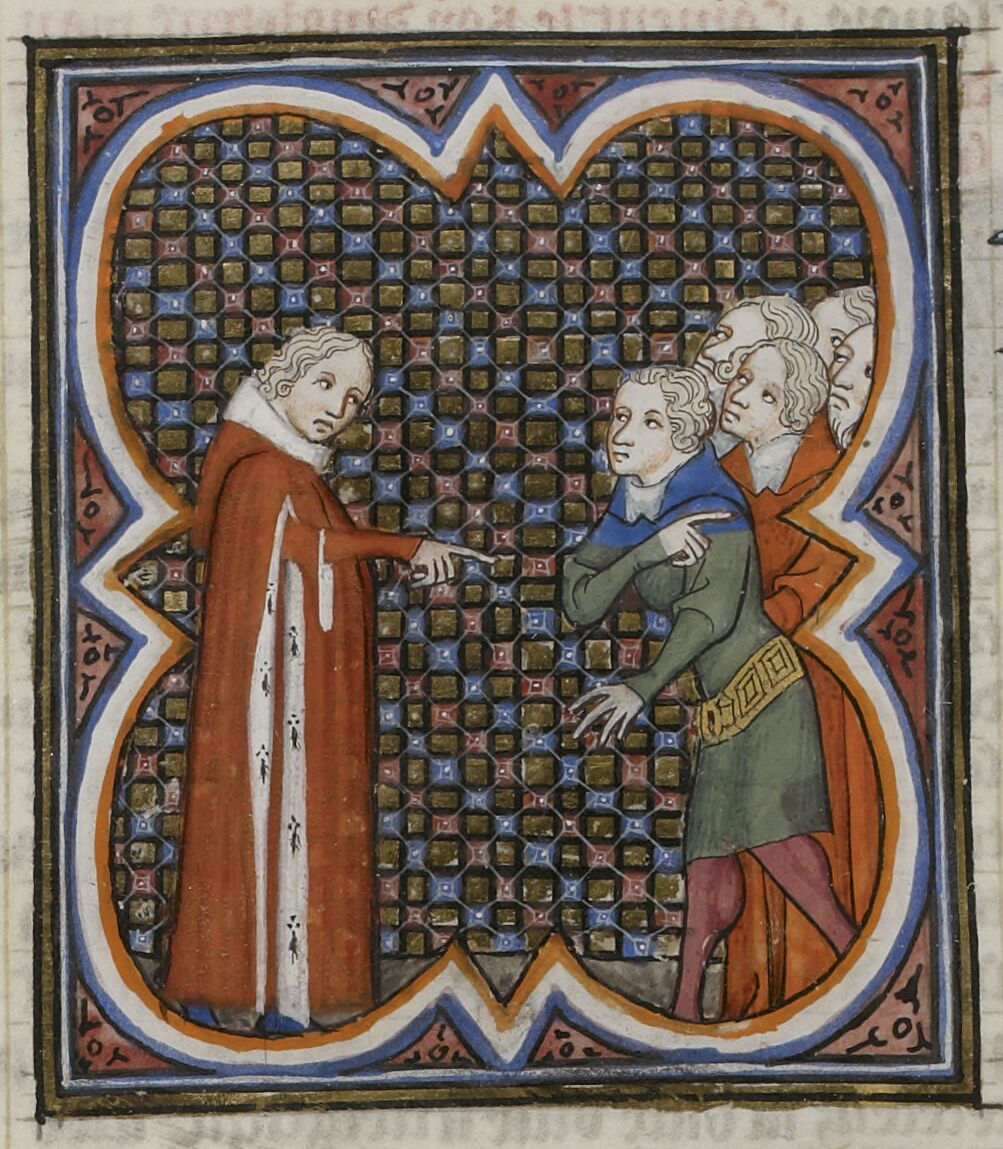
Der Dauphin Karl (der spätere König Karl V.) empfängt Étienne Marcel und eine Delegation der Pariser Bürgerschaft. (Grandes Chroniques de France, 14. Jahrhundert)

Am 29. September 1356 zog der älteste Sohn des Königs, der Dauphin Karl (der spätere König Karl V.), in Paris ein, ernannte sich zum Stellvertreter des Königs (lieutenant du roi) und übernahm die Regierungsgeschäfte. Der Dauphin war nicht sonderlich beliebt, zumal er über keinerlei Regierungserfahrung verfügte. Er berief im Oktober des Jahres die Stände Nordfrankreichs ein, wo besonders der erste Stand des Klerus unter dem Bischof von Laon, Robert le Coq, seine Missstimmung über die königliche Regierung zum Ausdruck brachte. Der Bischof verfolgte damit vor allem persönliche Ziele, indem er offen seinen Gönner, den gefangen gesetzten König Karl II. von Navarra (genannt „der Böse“), der ein Cousin des Dauphin war, als Regenten des Landes forderte. Zugleich aber trat mit dem Bischof auch Étienne Marcel erneut als Sprecher der Bürgerschaft auf, der dieses Mal ein umfassendes Reformkonzept zu einem fundamentalen Umbau des Staates vorlegte.
Diese Reform zielte darauf ab, die königliche Regierung unter die Aufsicht eines von den Generalständen ernannten Ratsgremiums zu stellen. Zugrunde lag dabei vor allem das Motiv, eine ständige Kontrolle über die königlichen Finanzen zu erreichen, die darüber hinaus einen Einfluss auf die gesamte Regierung des Landes gewährleisten konnte. Dazu sollten 22 königliche Staatsbeamte entlassen und durch 50 Abgeordnete aus allen drei Ständen ersetzt werden. Weiterhin sollten in alle Provinzen des Königreiches von den Ständen ernannte Kommissare entsandt werden, die dort fortan die staatliche Gewalt vertreten sollten. Zusätzlich sollte der Dauphin 28 Abgeordnete der Stände in seinen persönlichen Rat (curia regis) aufnehmen. Um dem Dauphin entgegenzukommen, sicherten Marcel und die Bürgerschaft ihm Abgaben für die Aufstellung eines 30.000 Mann starken Heeres zu, mit dem der Krieg gewonnen werden sollte.
Der Dauphin erklärte sich bereit diese Reform bis zu einer baldig abgehaltenen Versammlung zu überdenken und reiste im Frühjahr 1357 zu einem Treffen mit Kaiser Karl IV. nach Metz, den er vergebens um Unterstützung im Krieg gegen England bat. Für die Zeit seiner Abwesenheit hatte der Dauphin seinen Bruder, den Grafen Ludwig von Anjou, zu seinem Stellvertreter in Paris ernannt und ihn mit der Durchführung einer Reform des Münzumlaufes beauftragt. Dies aber führte zu einer ersten gewaltsamen Erhebung der Bürgerschaft, die den Dauphin zu einer schnellen Rückkehr nach Paris zwang. In einer neuen im Februar 1357 einberufenen Ständeversammlung nahm der Dauphin Marcels Reformprogramm an und bestätigte es im März des Jahres in einer großen Ordonnanz. Damit nahm der französische Staat erstmals in seiner Geschichte eine ständisch-demokratische Verfassung (Konstitutionalismus) nach dem Vorbild Englands an.
König Johann II. aber verweigerte aus seiner Gefangenschaft in England heraus die Anerkennung der Ordonnanz seines Sohnes und betrachtete sie so als rechtsungültig. Der Dauphin aber gab den Ständen zu erkennen, dass er sich nicht an die Weisung seines Vaters gebunden fühle und verhinderte somit einstweilen einen offenen Konflikt mit den Ständen.

## Der Aufstand und die Jacquerie 1358

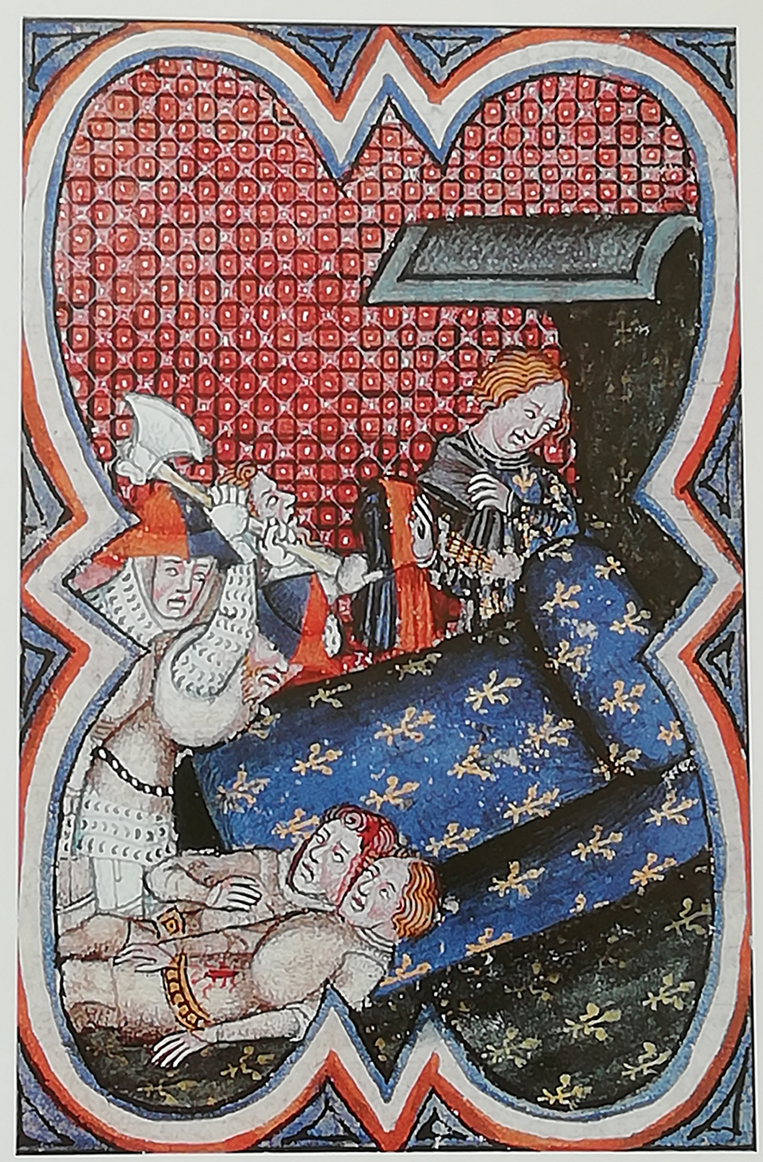
Die Ermordung der Marschälle vor dem Dauphin (Grandes Chroniques de France, 14. Jahrhundert)

Im November 1357 gelang dem König von Navarra, Karl dem Bösen, die Flucht aus seinem Gefängnis in die Normandie. Um ihn versammelten sich vor allem der auf mehr Autonomie pochende normannische und bretonische Adel sowie die alten Gegner des Hauses Valois. Die Position Marcels fand damit gegenüber dem Dauphin eine Stärkung, denn der musste nun fürchten, dass die Stände in Karl eine Alternative zu ihm als Regenten Frankreichs finden könnten, wenn er ihnen nicht entgegenkäme. Marcel befand sich somit auf dem Höhepunkt seiner Macht, die er gegenüber dem Dauphin auch demonstrierte, als er ihm mittels Barrikaden den Auszug aus Paris zur Bekämpfung marodierender Söldnerbanden verwehrte. Im Februar 1358 erzwang er von dem Dauphin die Einberufung einer weiteren Ständeversammlung, auf der er das Verbot aller Provinztage zugunsten einer einheitlichen Ständevertretung für Nordfrankreich forderte. Damit sollte vor allem dem Dauphin die Unterstützung der breiten Landbevölkerung genommen werden, die dem städtischen Bürgertum traditionell misstrauisch gegenüberstand. Diesmal verweigerte der Dauphin mit der Rückendeckung des Adels diesen Wünschen seine Zustimmung, was zum Bruch zwischen ihm und Marcel sowie der Bürgerschaft und dem Adel führte.
Die Lage eskalierte, nachdem der Bürger Perrin den Schatzmeister des Dauphins ermordet hatte, der darauf seine Marschälle der Champagne (Jean de Conflans) und der Normandie (Robert de Clermont) mit der Strafverfolgung beauftragte. Sie zogen den Mörder gewaltsam aus seinem Kirchenasyl und hängten ihn auf einem öffentlichen Platz. Am 22. Februar 1358 erfolgte die Reaktion der Pariser Bürgerschaft, die mit 3.000 Mann, angeführt von Marcel, den Palais de la Cité stürmte und vor den Augen des Dauphins die Marschälle mit Äxten erschlug. Sie nötigte den Dauphin, diese Tat zu billigen, indem sie ihm die rot-blaue Bürgermütze, die Marcel wenige Tage zuvor als Erkennungszeichen seiner Anhängerschaft eingeführt hatte, aufsetzen ließen. Die Leichen der Marschälle wurden öffentlich zur Schau gestellt, welche Marcel als zwei Aristokraten bezeichnete, die „die Nation ermorden wollten“. Der Dauphin musste sich von der Bürgerschaft formell zum Regenten des Königreiches legitimieren lassen sowie vier ihrer Mitglieder, darunter Marcel, in seinen Staatsrat aufnehmen und den Bischof Robert le Coq zum Prinzipalminister (Premierminister) ernennen.
Marcel beging aber bald darauf den Fehler, den Dauphin aus der Stadt ziehen zu lassen. Der Dauphin gab als Vorwand an, den Adel mit dem Pariser Bürgertum versöhnen zu wollen, sobald er aber die Stadt verlassen hatte, zog er nach Compiègne, wo er am 4. Mai eine neue Ständeversammlung einberief, die ihre Loyalität zu ihm bekundete. Damit aber stellte er vor allem Marcel und dessen Forderungen in den Schein der Illegalität, als eine gegen die bestehende Ordnung gerichtete Bewegung.
Ermutigt von der Revolte in Paris brach am 28. Mai im Beauvaisis mit äußerster Härte ein Aufstand der Landbevölkerung gegen ihre adligen Grundherren aus, der sich schnell über die nördliche Île de France, die gesamte Picardie und Champagne ausbreitete. Nach dem Spottnamen Jacques Bonhomme wurde dieser Aufstand unter dem Begriff Jacquerie bekannt. Marcel stand in engem Kontakt mit den militärischen Führern der Jacquerie, über die er seinen politischen Einfluss auf das Pariser Umland ausweiten wollte bei gleichzeitiger Bekämpfung des Adels. Allerdings war dieser Aufstand nicht gegen die Institution des Königtums an sich gerichtet, tatsächlich betrachteten sich die Aufständischen als Vollstrecker eines königlichen Willens, indem sie das Lilienbanner vor sich herführten. Mit der Pariser Stadtmiliz nahm Marcel aktiv an den Kämpfen teil und fand in mehreren Städten der Île de France wie Senlis, Amiens, Laon oder Clermont-en-Beauvaisis Unterstützung. Damit erweckte Marcel aber erstmals unter seinen Anhängern aus Bürgertum und Handwerkern ein gegen ihn gerichtetes Misstrauen, da diese dem Bauernaufstand mehrheitlich ablehnend gegenüberstanden.

## Der Untergang

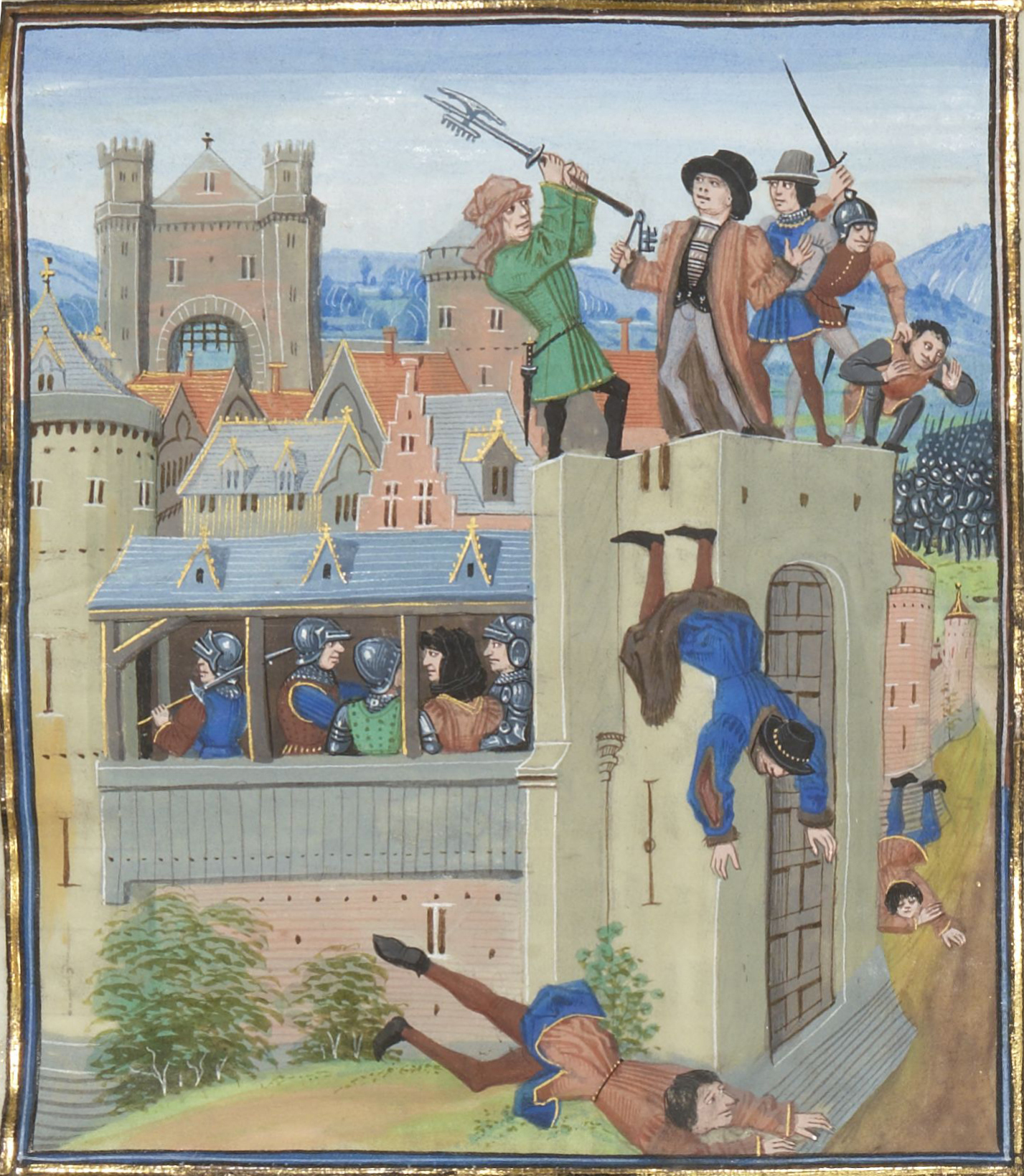
Die Ermordung Etienne Marcels durch Jean Maillard am 31. Juli 1358.

Angesichts der Bedrohung durch die Jacquerie und unter der Erbitterung wegen der vom Dauphin nicht bestraften Morde an den Marschällen sammelte sich der Adel um Karl den Bösen. Innerhalb weniger Wochen gelang es ihm, mit erbarmungsloser Härte den Aufstand niederzuschlagen. Um seine Macht zu erhalten, sah sich Marcel nun gezwungen, sich dem König von Navarra anzunähern, und gewährte ihm und seinen englischen Soldtruppen am 14. Juni 1358 den Einzug in Paris. Karl der Böse war selbst von kapetingischer Abstammung und glaubte, mit der Hilfe des Adels, aber auch des städtischen Bürgertums den Griff nach der französischen Krone wagen zu können. Marcel erwirkte per Akklamation die Ernennung Karls des Bösen zum Stadtkapitain, der im Gegenzug die vorangegangenen Reformen anerkannte. Dies fand allerdings keine Unterstützung von Seiten des Adels, der sich von dem König von Navarra nach der Niederwerfung des ländlichen Aufstandes nun auch die Unterwerfung der Städte erhofft hatte. Der Adel lief deshalb geschlossen auf die Seite des Dauphin über, während Marcel die Städte der Île de France dazu aufforderte, Karl von Navarra als Regenten anzuerkennen. Als sich das Heer des Dauphin Anfang Juli 1358 bei Charenton auflöste, schien sich Marcel mit seiner Linie durchgesetzt zu haben.
Allerdings hatte sich innerhalb der Pariser Bürgerschaft nun eine oppositionelle Gruppe um den Bürger Jean Maillard gegen Marcel zusammengefunden. Bei ihnen hatte vor allem die englische Unterstützung für Karl von Navarra Misstrauen geweckt, wo doch England der Hauptfeind Frankreichs war. Zugleich sahen sie in dem Dauphin eine denkbare Alternative zu dem König von Navarra, da der Dauphin den von seinem Vater im Mai mit England ausgehandelten Londoner Vertrag ablehnte, der eine exorbitante Lösegeldzahlung und die Abtretung großer Gebiete an England beinhaltete. Als es am 31. Juli 1358 zu gewaltsamen Auseinandersetzungen zwischen den englischen Söldnern und der versammelten Volksmenge kam, wurde Étienne Marcel bei dem Versuch, am Tor Saint-Martin die Lage zu beruhigen, von der Gruppe um Jean Maillard überwältigt und zusammen mit den meisten seiner Anhänger getötet. Er war damit nach Jacob van Artevelde 1345 und Cola di Rienzo 1354 der dritte Bürgerführer, der von eigenen Anhängern gestürzt wurde. 
Am 2. August konnte der Dauphin wieder in Paris einziehen und die althergebrachte monarchische Ordnung wiederherstellen.

## Fazit

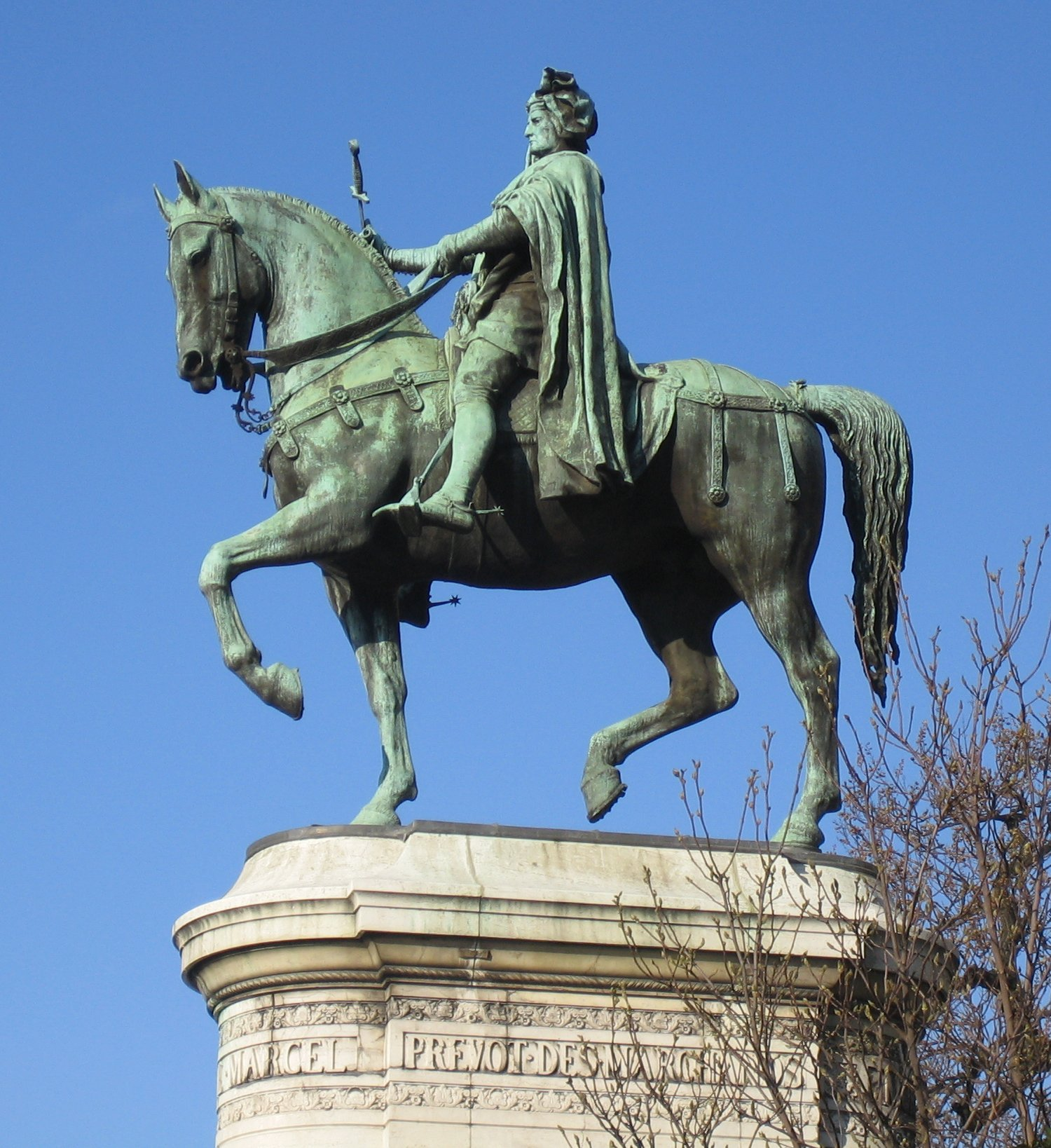
Reiterstandbild des Étienne Marcel von Antonin Idrac in der Nähe des Hôtel de Ville in Paris.

Mit dem Reformwerk Marcels von 1356/57 aber auch der offenen Revolte von 1358 stellte sich erstmals das Pariser Bürgertum und weite Kreise des Klerus gegen den Alleinherrschaftsanspruch des französischen Königtums. Dabei waren die von Marcel formulierten Änderungen nicht gegen die Existenz des Königtums an sich gerichtet, sondern hatten am Ende eine Beteiligung der Stände an den politischen Entscheidungsprozessen des Königs als Ziel, ganz nach dem Vorbild des sich in dieser Zeit entwickelnden englischen Parlamentarismus. Letztlich scheiterte diese Entwicklung an dem fehlenden aber notwendigen Zusammenhalt der Stände untereinander, besonders an den unterschiedlichen wirtschaftlichen und gesellschaftlichen Interessenlagen zwischen Adel und Bürgertum, aber auch an den durch den Krieg mit England schnell wechselnden politischen Gegebenheiten. Angesichts der ständigen Bedrohung durch den Kriegsgegner zogen es die Stände schließlich vor, sich unter dem Königtum als schützendes Dach zu sammeln, bei gleichzeitigem Verzicht auf politische Mitsprache. Dies hatte nach dem Ende des Hundertjährigen Krieges in der Mitte des 15. Jahrhunderts ein gestärktes Königtum zur Folge, welches in der Neuzeit in den monarchischen Absolutismus mündete. Erst die französische Revolution konnte ein Ende der alten Ordnung (Ancien Régime) herbeiführen.
Einige Jahre nach dem Aufstand von 1358 hatte der Dauphin Karl die Bastille errichten lassen, um zukünftige Volkserhebungen in der Stadt unterbinden zu können.
Im Jahr 1356 hatte Marcel mit dem Bau einer neuen Stadtmauer für Paris begonnen, die erst zu Beginn des 15. Jahrhunderts fertiggestellt wurde. Im Folgejahr hatte er das Maison aux Piliers am Place de Grève für die Flusshändlergilde erworben (Kosten: 2.880 Livres) und dort den ständigen Amtssitz des Prévôt des marchands eingerichtet. Im 16. Jahrhundert wurde dieses Gebäude wegen Baufälligkeit abgerissen und durch ein Renaissancepalais ersetzt, das im Verlauf der Stadtgeschichte zum Hôtel de Ville (Rathaus) avancierte.
Im postrevolutionären Frankreich setzte ein umfassendes Gedenken an Étienne Marcel ein, dessen Revolte mehrere Parallelen zu den Umwälzungen von 1792 aufwies. In Paris ist ihm neben einem Denkmal auch eine Straße (Rue Étienne Marcel) und eine nach dieser benannte Métro-Station (Étienne Marcel (Métro Paris)) der Linie 4 gewidmet.